# Aleksandr Doxturishvili
Aleksandr Doxturishvili (georgisch ალექსანდრე დოხტურიშვილი, Aleksandre Dochturischwili; * 22. Mai 1980 in Tiflis, Georgische SSR) ist ein usbekischer Ringer. Er ist Berufsringer und Olympiasieger von 2004, er ist 1,68 Meter groß und ringt im griechisch-römischen Stil. Sein Heimatverein ist der Trade Union Sports Taschkent. Er startete bis 2001 für Georgien, seitdem für Usbekistan.

## Leben
1997 nahm Doxturishvili einen Monat nach seinem 17. Geburtstag erstmals an einer wichtigen Meisterschaft teil. Bei den Europameisterschaften der Junioren in Istanbul belegte er in der Klasse unter 65 kg den 8. Platz. Noch im gleichen Jahr startete er im finnischen Turku bei den Junioren-Weltmeisterschaften; er wurde Fünfzehnter, nachdem er in der 1. Runde eine Niederlage gegen den Iraner Ali Zabihi einstecken musste. Schließlich gewann er seine Kämpfe in Runde 2 und 3 und musste sich erst in der vierten Runde dem späteren Letzten Yudermis Rivera aus Kuba geschlagen geben und schied aus.
1998 startete er erneut bei der Europameisterschaft der Junioren. In Tirana belegte er den elften Platz. Gut einen Monat später trat er bei den Weltmeisterschaften in Kairo an, er belegte den achten Platz.
Auch 1999 startete er bei beiden Wettbewerben, jedoch hatte seine Gewichtsklasse gewechselt; er trat nun in der Klasse unter 69 Kilogramm an. Diese schien ihm besser zu liegen, bei den Europameisterschaften in Budapest belegte er Platz drei, hinter Gábor Koleszcar aus Ungarn und dem Franzosen Aurélien Bozonet. Auch bei der Weltmeisterschaft der Junioren trat er in der Gewichtsklasse bis 69 kg an. In Bukarest wurde er ebenfalls Dritter, hinter dem Sieger Max Schwindt aus Deutschland und Parviz Zaidvad aus dem Iran.
Bei den Junioren-Europameisterschaften 2000 in Sofia belegte er den ersten Platz, bei den Weltmeisterschaften im Juli 2000 in Nantes reichte es jedoch, nachdem er drei Siege in Folge feiern konnte, nach einer 0:2-Niederlage gegen Youry Vitt aus Usbekistan nur für Platz sieben. Es war sein letzter Wettbewerb als Junior.
2001 wurde er in der Klasse bis 69 Kilogramm Europameister in Istanbul. Er konnte seine Kämpfe gegen Max Schwindt, Jimmy Samuelsson aus Schweden und den Russen Martin Iwatschenko alle „zu null“ gewinnen. So reiste er nicht gerade als Außenseiter zu den Weltmeisterschaften im griechischen Patras, doch er wurde überraschend nur 18ter.
2003 startete er erstmals für Usbekistan lediglich beim Asian Cup, wo er in seiner neuen Gewichtsklasse unter 74 kg den ersten Platz belegte. Sein Ziel waren die Olympischen Sommerspiele 2004 in Athen. Bei der Qualifikation zu diesem Wettbewerb in Novi Sad wurde er Zweiter hinter Filiberto Ascuy Aguilera aus Kuba.
Als Asienmeister kam er mit großem Selbstbewusstsein im August nach Athen. In der 1. Runde konnte er den Ungar Tamás Berzicza besiegen. Im zweiten Kampf besiegte er Vüqar Aslanov aus Aserbaidschan. In der dritten Runde gewann er gegen den Griechen Alexios Kolitsopoulos mit 8:4. Er wurde nun für die 5. Runde gesetzt, wo er auf den starken Warteres Samurgaschew aus Russland traf. Alexander Dokturischwili gewann jedoch mit 5:2 und wurde für die 8. Runde gesetzt. Dort hieß sein Gegner Marko Yli-Hannuksela. Der Finne verlor mit 1:4 und Dokturischwili war damit Olympiasieger.
Seit dem Olympiaerfolg konnte er nicht mehr ganz nach oben aufschließen; bei den Weltmeisterschaften 2005 in Budapest wurde er nur Siebter. T. C. Dantzler aus den USA und Wassili Radyiba aus der Ukraine konnte er besiegen, doch Konstantin Schneider aus Deutschland war zu stark für ihn.
Auch bei den Weltmeisterschaften 2006 in Guangzhou kam der erneute Durchbruch nicht mehr. Er wurde Elfter. Im Dezember 2006 wurde er bei den Asienspielen Fünfter, nach zwei Siegen und zwei Niederlagen.

## Erfolge
Junior
- Europameister 2000
- Dritter WM 1999
- Dritter EM 1999

- Europameister 2001
- Sieger Asian Cup 2003
- Asienmeister 2004
- Olympiasieger 2004

Aleksandr Doxturishvili nahm als Erwachsener einmal an Olympischen Spielen, dreimal bei Weltmeisterschaften und einmal bei Europameisterschaften teil, sowie einmal bei den Asienmeisterschaften und einmal bei den Asien-Spielen.